# 吳宏興
吳宏興（1989年10月21日—）是臺灣男子籃球運動員，場上主打中鋒位置。

## 生平
吳宏興來自臺南縣北門鄉，原先是打排球，豐原高商曾計畫延攬吳宏興，但新榮高中校長留住吳宏興。2008年7月在超級籃球聯賽新人選秀會第一輪第三順位被達欣工程選中。2017年7月入選中華男籃征戰2017年亞洲盃。2019年5月奪下個人第六座超級籃球聯賽總冠軍，成為當時超級籃球聯賽拿下最多冠軍的球員。2020年8月加盟高雄九太科技。2022年8月加盟T1聯盟臺南台鋼獵鷹。

## 外部連結
- 吳宏興的Instagram帳戶
- 吳宏興在fiba.basketball（英语）
- 吳宏興在archive.fiba.com（archived）（英语）
- 吳宏興在Eurobasket.com（球員）（英语）
- 吳宏興在Eurobasket.com（球員）（英语）
- 吳宏興在RealGM（英语）
- 吳宏興在Flashscore（英语）